# 黎巴嫩什葉派穆斯林
黎巴嫩什葉派穆斯林 (阿拉伯語：  المسلمون الشيعة اللبنانيون） 是黎巴嫩什叶派的信徒。黎巴嫩绝大多数什叶派穆斯林主要信奉十二伊玛目派。 什叶派穆斯林约占黎巴嫩人口的31%。